# Twistringen
Twistringen è una città di 12.417 abitanti della Bassa Sassonia, in Germania.
Appartiene al circondario (Landkreis) di Diepholz (targa DH).

## Geografia fisica
Nel territorio di Twistringen vi sono le sorgenti della Delme.

## Geografia antropica
Oltre al capoluogo Twistringen, il territorio comunale comprende le frazioni (Ortschaft) di Abbenhausen, Altenmarhorst, Heiligenloh (con Bissenhausen, Borwede, Ellinghausen, Ridderade e Stophel), Mörsen, Natenstedt (con Abbentheren, Duveneck, Ellerchenhausen, Lerchenhausen e Rüssen), Scharrendorf (con Stöttinghausen) e Stelle.